# Margaret Audley, duchessa di Norfolk
Margaret Audley, duchessa di Norfolk (1540 – Norwich, 9 gennaio 1564), è stata una nobildonna inglese.

## Biografia
Era l'unica figlia sopravvissuta di Thomas Audley, I barone Audley, e di sua moglie, Lady Elizabeth Grey, figlia di Thomas Grey, II marchese di Dorset e Margaret Wotton.

## Matrimoni

### Primo Matrimonio
Nel 1556 sposò Lord Henry Dudley, figlio di John Dudley, I duca di Northumberland. Le sue terre furono confiscate quando venne condannato il cognato di tradimento e giustiziato. Dopo che il marito era stato graziato, citarono in giudizio il tribunale della cancelleria per ottenere indietro il territorio nel Hertfordshire, che era stato rivendicato da Thomas Castell. Henry Dudley venne ucciso nella presa della Battaglia di San Quintino il 27 agosto 1557.

### Secondo Matrimonio
Nei primi mesi del 1558, Margaret venne promessa in sposa a suo cugino, Thomas Howard, IV duca di Norfolk, vedovo di Lady Mary FitzAlan. 
Nel gennaio 1559, parteciparono all'incoronazione di Elisabetta I. Lady Margaret Douglas, cugina della regina, e la duchessa furono le due principali dame d'onore che cavalcavano dietro la regina nella sua processione dalla torre di Westminster. Il giorno seguente, accompagnò il marito che trasportò la corona di sant'Edoardo a Westminster Abbey. 
Ebbero quattro figli:
- Lady Elizabeth (1560);
- Thomas Howard, I conte di Suffolk (24 agosto 1561-28 maggio 1626);
- Lady Margaret (1562-1591), sposò Robert Sackville, II conte di Dorset, ebbero quattro figli;
- Lord William Howard (19 dicembre 1563-7 ottobre 1640), sposò Elizabeth Dacre, ebbero tre figli.

## Morte
Morì il 9 gennaio 1564 a Norwich. Fu sepolta nella Chiesa di San Giovanni Battista, a Norwich, accanto alla prima moglie di Norfolk.